# Clément Cyriaque de Mangin
Clément Cyriaque de Mangin (Gigny-sur-Saône, 1570 – Parigi, 1642) è stato un poeta e matematico francese.
Autore di un trattato sull'uso del compasso proporzionale, fu avversario di Marino Ghetaldi  e di François Viète.